# أنطوان ريمي
أنطوان ريمي (1937 - 15 أبريل 2002) هو مخرج ومنتج لبناني أخرج 5 أفلام وأكثر من 10,000 ساعة تلفزيونية. شارك نقولا أبو سمح وعصام حموي في تأسيس تلفزيون لبنان.

## نبذة
وُلد أنطوان في عام 1937 في السنغال بعد أن هاجر والداه من بلدة كفرحاتا في قضاء زغرتا. عاد إلى لبنان عندما بلغ الحادية عشرة من عمره، حيث حصل على الشهادة الثانوية من مدرسة عينطورة، ثم سافر إلى باريس ليدرس الطب. لكن شغفه بالسينما دفعه إلى التحول لدراسة الفنون السينمائية. بعد عودته إلى بيروت، قدم أول عمل تلفزيوني بعنوان «حكاية الأيدي» شرح فيه كيف ينشأ الحب عبر الأيادي الدافئة أو الباردة. ثم اتجه إلى الدراما وأخرج أعمالًا لمحمد شامل وغيره من الكتّاب المعروفين.
تعرّف أثناء عمله إلى هند أبي اللمع التي كانت مساعدته في الإخراج، وتزوجا لاحقًا، حيث تحولت هند لاحقًا إلى التمثيل وأصبحت من أبرز الوجوه التلفزيونية اللبنانية والعربية، كما عملت تحت إدارته.
خلال الحرب الأهلية اللبنانية، غادر أنطوان تلفزيون لبنان حيث شغل منصب مدير الإنتاج والبرامج بين عامي 1983 و1989، ثم انتقل إلى تلفزيون الجديد لإدارة الإنتاج بين 1991 و1996. في عام 1992، تولى رئاسة قسم السينما في جامعة القديس يوسف، كما انتُخب نقيبًا للفنيين السينمائيين في لبنان في بداية الحرب اللبنانية.

## أعماله الفنية

### الأفلام
- «شوشو والمليون» بطولة حسن علاء الدين.
- «بيروت 500» بطولة إحسان صادق وصباح.
- «فداك يا فلسطين» بطولة محمود سعيد.
- «شاطئ الحب» بطولة شمس البارودي وحسن يوسف.
- «للنساء فقط» بطولة مع عبد السلام النابلسي وميادة.

### البرامج التفزيونية
من أعماله التلفزيونية: 
- ستي الختيارة، يا مدير
- المنتقم
- الأبله، السراب
- غروب
- ديالا
- العقرب
- الأسيرة
- هنادي
- شجرة الدر
- المعلمة والأستاذ
- شارع الأيام
- عازف الليل
- ربيع
- فارس بن عياد
- المسحراتي
- ضاعوا في المدينة

## روابط خارجية
- أنطوان ريمي على موقع قاعدة بيانات الأفلام العربية